# متیو اچ. کارپتنر
متیو اچ. کارپتنر (به انگلیسی: Matthew Hale Carpenter) سناتور سابق عضو حزب جمهوری‌خواه ایالات متحده آمریکا بود. وی در سال ۱۸۶۹ تا ۱۸۷۵ و ۱۸۷۹ تا ۱۸۸۱ میلادی سناتور ایالت ویسکانسین در سنای ایالات متحده آمریکا بود.